# Eutolmus leucacanthus
Eutolmus leucacanthus là một loài ruồi trong họ Asilidae. Eutolmus leucacanthus được Loew miêu tả năm 1871. Loài này phân bố ở vùng Cổ Bắc giới.